# Tull (1979)
Tull ist ein Spielfilm des Fernsehens der DDR von Lothar Bellag aus dem Jahr 1979.

## Handlung
Hanna ist eine schwangere junge Frau, die an einer Haltestelle von einem Auto angefahren wird. Der zufällig anwesende Tull erklärt sich bereit, sie mit seinem Wartburg zur Untersuchung in ein Krankenhaus zu fahren, um eventuelle gesundheitliche Folgen ausschließen zu können. Deshalb erscheint er verspätet zu einer Verabredung mit seiner Freundin Ilona, mit der er dann in ihre Wohnung fährt. Sie ist Kranführerin im gleichen Edelstahlwerk wie Tull und darum drehen sich die Gespräche auch um die Arbeit. So erklärt sie Tull, dass die Öfen nun mit einer neuen Brenner-Technologie beheizt werden und dass sie jetzt in einem modernen französischen Kran sitzen muss, der voll klimatisiert ist, sie aber deshalb nicht die Fenster öffnen darf und ihr dadurch der direkte Kontakt zu den Arbeitern fehlt.
Ilonas Erläuterungen zu den schräg gestellten Brennern tragen dazu bei, dass Tull das bereits seit längeren praktizierte Verfahren am nächsten Tag endlich versteht. Die Stahlkocher beschließen kurz vor Feierabend den kommenden Abstich der nächsten Schicht zu überlassen, doch der Kollege Birke fängt einfach an, den Ofen zu beschicken, was Tulls Zorn erregt. Als Birke ihn auch noch einen Pampel nennt, schlägt er ihn mit der Faust ins Gesicht, genau in dem Moment, in dem der Betriebsleiter Pogge und der Ingenieur Fichte vorbeikommen. Nach der Arbeit geht Tull mit Fichte in die Wohnung dessen Schwester, in der er vorübergehend wohnt und zeigt ihm das Schreiben eines Professors vom Zentralinstitut in dem steht, dass das Fertigungsverfahren mit den schräg gestellten Brennern nicht funktionieren kann. Doch es scheint zu funktionieren, nur die Menschen werden vergessen, die der anfallenden Mehrbelastung nicht gewachsen sind, wirft Tull ein. Die restliche Technik im Werk ist völlig veraltet, denn das einzige moderne Gerät, was in den letzten 20 Jahren angeschafft wurde, ist eine luftbereifte Schubkarre. Aber der Faustschlag Tulls hat inzwischen seine Kreise gezogen und wird als Ablehnung des neuen Verfahrens gedeutet. Deshalb soll Tull auf der nächsten Sitzung des Sekretariats der Kreisleitung der SED darüber Rede und Antwort stehen.
Das schwangere Mädchen geht Tull nicht aus dem Kopf und er lässt sich im Krankenhaus, in dem sie ursprünglich dachten, dass er der Vater des Kindes ist, Namen und Adresse geben. Er fährt mit ihr ins Grüne, sie gehen spazieren und anschließend bringt er sie nach Hause, wo er noch sehr viel über seine Arbeit erzählt. Die beschäftigt ihn zurzeit sehr stark, da so ein Verrückter, gemeint ist Fichte, unbedingt ein neues Verfahren am Ofen einführen will. An diesem Punkt bittet ihn Hanna, zu gehen. Nach einer Faschingsfeier wollen Ilona und Tull in seine  Wohnung gehen, doch vor seiner Tür wartet bereits Hanna mit einem Koffer. Ilona sieht nur die hochschwangere Hanna, macht sich ihre Gedanken und verlässt wütend das Haus, dabei will sich Hanna nur von Tull zur Entbindung ins Krankenhaus fahren lassen. Mitten in ein Gespräch am Stahlofen, in dem Birke resignierend feststellt, dass die neue Technologie von allen abgelehnt wird und deshalb auch scheitern muss, kommt die Nachricht aus dem Krankenhaus: Es ist ein Junge. Tull freut sich sehr darüber, gibt nach Feierabend in einer Gaststätte mehrere Lagen aus und lässt seine Kollegen in dem Glauben, dass er der Vater ist. Wieder ausgenüchtert besucht er Hanna im Krankenhaus, um ihr zu gratulieren, als plötzlich die Zimmertür aufgeht und Fichte eintritt, der echte Vater des Kindes. In einem Gespräch zu Dritt erzählt Hanna, wie sie mit Fichte zusammenkam und weshalb sie sich wieder trennten und dass sie erst durch Tull gelernt hat, ohne dass er den Namen erwähnte, Fichte zu verstehen. Noch während Tull seine Vorwürfe an Fichte loswerden will, wie schlecht sich dieser Hanna gegenüber verhalten hat, beginnt der seine neuesten Ideen zu Verbesserungen am Ofen vorzutragen.
Im Betrieb wird eine Versuchsschicht am Ofen vorbereitet. Der Grund hierfür ist, dass alle erwarten, Tull wird sich auf der morgigen Sekretariats-Sitzung dagegen aussprechen, aber der will sich nicht gegen Fichte äußern. Diese Haltung kann er aber nur vertreten, wenn Fichtes Pläne funktionieren. Nur Karl der Kranführer fehlt noch, doch dafür kommt Ilona, die als Springer eingeteilt ist, obwohl sie diese Tätigkeit bisher noch nicht im Detail ausgeführt hat. Mitten in der nun laufenden Schicht kommt nun auch Fichte in den Betrieb, da er von Grille angerufen wurde und fordert, sofort den Versuch abzubrechen, da er von allen seinen Verbesserungen zurücktritt. Er gibt auf. Er hat aber auch festgestellt, dass er bei Hanna bleiben will, denn er liebt sie. Tull will Fichte aber in der Sitzung nicht in die Pfanne hauen, wie er sich ausdrückt und macht mit seiner Mannschaft weiter. Doch plötzlich gibt es ein technisches Problem, was aber durch die Hilfe Ilonas mit ihrem Kran gelöst werden kann. Sich persönlich bei ihr zu bedanken, bringt Tull aber nicht fertig.
Am nächsten Tag steht Tull auf dem Bahnsteig, um zur Sitzung zu fahren und um dort seinen Bericht abzugeben. Hier versöhnt er sich, ohne Worte, wieder mit Ilona, die ebenfalls mit dem Zug fahren will.

## Produktion und Veröffentlichung
Der Arbeitstitel des Films war Vogelflug, das Szenarium stammte von Benito Wogatzki und die Dramaturgie lag in den Händen von Eva Nahke  sowie Heinz Nahke. Die Filmarbeiten fanden bei laufender Produktion in der Gießerei des VEB Edelstahlwerk Freital statt.
Die Erstausstrahlung des auf ORWO-Color geschaffenen Films erfolgte am 29. April 1979 im 1. Programm des Fernsehens der DDR. Am 7. September 1982 strahlte das 1. Programm des Fernsehens eine Neufassung dieses Films aus, bei der viele Hinweise der Zuschauer dieser ersten Fassung von den Filmschaffenden berücksichtigt wurden.

## Kritik
In der Berliner Zeitung schrieb Volker Weidhaas:

„Man muß den Filmemachern zugutehalten, daß sie den kantigen Stoff nicht durch eine konventionelle Erzählweise zu glätten versuchten; sie mißtrauten vorschnellen Lösungen der Geschichte (…) ebenso wie sozialen Klischees, deren vorgefaßte Wertungen Denken und Fühlen der Figuren dekretieren. Neben dem unbestreitbaren Gewinn an Glaubwürdigkeit durch Wirklichkeitsnahe birgt diese „offene“ Methode der Handlungsführung aber auch die Gefahr in sich, daß die sich letztendlich einstellende erkenntnisreiche Freude an einem vielgestaltigen Mosaikbild über ein geduldforderndes szenisches Puzzle führt.“

In der Neuen Zeit meinte Mimosa Künzel:

„Tull – das ist eine Liebesgeschichte aus gegenwärtigen Tagen, in der das Wort relativ sparsame Verwendung findet. Wesentliche Akzente werden vielmehr durch den spielerischen bzw. darstellerischen Ausdruck gesetzt; damit konform gehen die aufmerksam beschreibende Kamera sowie die einprägsame Szenerie von Gerhard Kulosa. Angewendet wird eine ungewöhnliche, ungewohnte Erzählstruktur, an die sich der Betrachter erst gewöhnen muß; sie stellt auch Barrieren, die das Mitkommen bisweilen erschwert.“

Im Neuen Deutschland äußerte Henryk Goldberg:

„Alles in allem: ein Fernsehfilm, bedeutsam im Anliegen, bemerkenswert in der Ernsthaftigkeit des geistigen Ansatzes und in einer Reihe künstlerischer Lösungen.“